# Regner Grasten
Regner Stenbæk Grasten (født 1. april 1956 på Frederiksberg) er en dansk filmproducent og manuskriptforfatter. Som manuskriptforfatter skriver han under pseudonymet Torvald Lervad.
Han er mest kendt for at have produceret filmene om Krummerne, baseret på bøgerne af Thøger Birkeland og filmene om Anja og Viktor baseret på Dennis Jürgensens bog Kærlighed ved første hik. Senest har han lavet en amerikansk genindspilning af den første film med Anja og Viktor.
Regner Grasten er gift med sygeplejerske Tove Lervad Grasten. Sammen har parret en datter, Puk Grasten, som har spillet Birthe Lund, Hugos veninde, i julekalenderen Brødrene Mortensens Jul fra 1998, der er produceret af Regner Grasten og vist på TV 2 i 1998 og 2002.

## Familie
Han er søn af Bent Grasten og Kirsten Stenbæk, der begge også har produceret film. Grasten er desuden nevø til den afdøde komiker Kjeld Petersen, på fædrene side.

## Filmografi
- Kampen om den røde ko (1987)
- Elvis Hansen, en samfundshjælper (1988)
- Den røde tråd (1989)
- Bananen - skræl den før din nabo (1990)
- Krummerne (1991)
- Krummerne 2 - Stakkels Krumme (1992)
- Det forsømte forår (1992)
- Vildbassen (1994)
- Krummerne 3 - Fars gode idé (1994)
- Sidste time (1995)
- Kun en pige (1995)
- Mørkeleg (1996)
- Krummernes Jul (julekalender) (1996)
- Sunes familie (1997)
- Brødrene Mortensens Jul (julekalender) (1998)
- Kærlighed ved første hik (1999)
- Anja og Viktor - Kærlighed ved første hik 2 (2001)
- Bertram & Co. (2002)
- Askepop - the movie (2003)
- Familien Gregersen (2004)
- Bølle Bob og Smukke Sally (2005)
- Krummerne - Så er det jul igen (2006)
- Rich Kids (2007)
- Anja og Viktor - brændende kærlighed (2007)
- Eye for eye (2008)
- Anja og Viktor - i medgang og modgang (2008)
- Winnie og Karina - The Movie (2009)
- Bølle Bob - Alle tiders helt (2010)
- Hvidsten Gruppen (2012)
- Tarok (2013)
- Villads fra Valby (2015)
- Kidnapning (2017)

## Fodnoter
1. ↑  Regner Grasten på den danske filmportal Scope
2. ↑  Grasten kan miste filmstøtten efter mandefald - dr.dk/Nyheder/Kultur
3. ↑  Mig og Regner Grasten - Instruktør tegner nuanceret portræt af forkætret producent - Politiken.dk